# Antanaclasis
Antanaclasis of weerkaatsing is een stijlfiguur waarbij een woord in verschillende vormen wordt gebruikt. Ook als op elkaar lijkende woorden naast elkaar worden gebruikt spreekt men van antanaclasis.

## Voorbeelden
- Dit gedicht schaamt zich gedicht te zijn[1]
- Zaterdag zondag maandag trage week en weke dagen[2]
- In de mist is trage een os een ossewagen
stappend naast de mist nooit mist zijn maat.[3]